# Hotell Esplanad

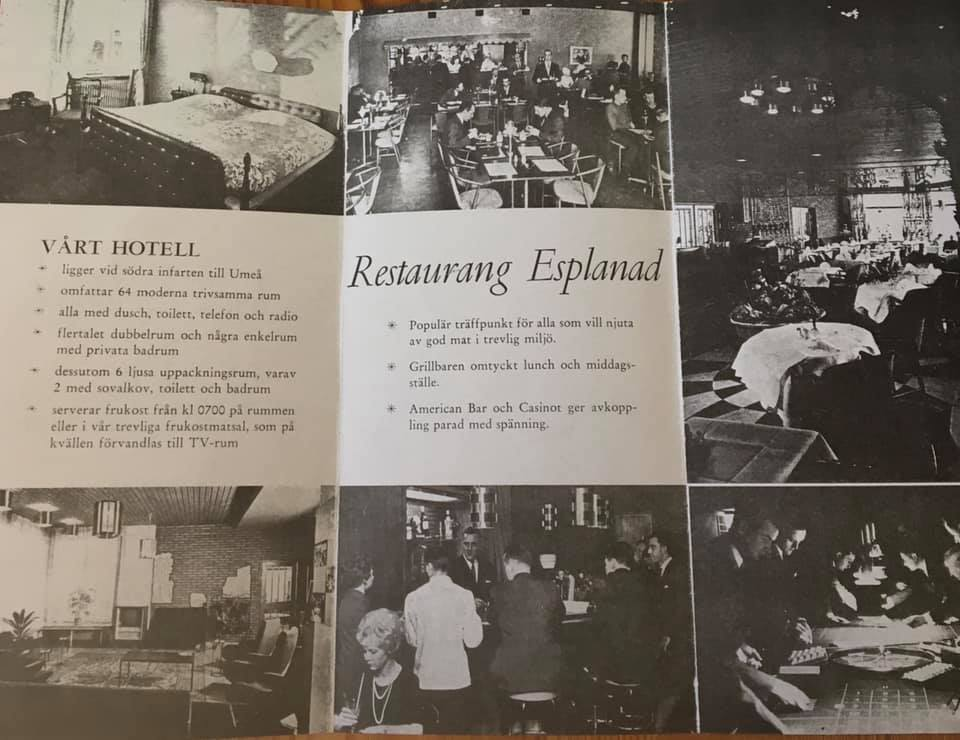
Broschyr för Restaurang Esplanad i Umeå, tidigt 1960-tal.

Hotell Esplanad var ett hotell i centrala Umeå, beläget på Storgatan i korsningen mot Västra Esplanaden (dåvarande E4).
Hotellet med sina 104 bäddar var en del av Köpmännens hus, som byggts på Köpmannaföreningens uppdrag och även innehöll en restaurangdel med plats för 300 gäster, samt kontor och affärslokaler.

## Danspalats och restaurang
"Espan", som hotellet ofta kallades i folkmun, övertog Stora hotellets roll som Umeås nöjescentrum , med dans flera kvällar i veckan – från slutet av 1960-talet inte sällan till jazzmusik av bartendern Lasse Lystedt och hans band. Hotell Esplanad bidrog också till en ny restaurangkultur i Umeå, av "klass", som det kallades.
För restaurangchefen Sven Lindstrand – som tidigare arbetat för Tore Wretman – blev Esplanad, som han och hustrun Greta efter några år kunde köpa loss, startskottet på en lång karriär som "krogkung" i Umeå, där han senare startade och drev hotellen Blå Aveny och Blå Dragonen, anrika Sävargården, samt en av stadens första pizzerior, Kajsa Warg.

## Byggnaden
Byggnaden, som ritats av arkitekt Kjell Wretling och invigdes 25 januari 1958 av landshövding Filip Kristensson, består av två huskroppar på 4 våningar – den ena längs Storgatan, den andra längs Västra Esplanaden – som stod i rät vinkel, men lämnade en fri yta öppen i det tornliknande hörnet.
Efter hotellets nedläggning 1972 har byggnaden bland annat huserat Umeå kommuns socialkontor.